# Elezioni comunali in Lombardia del 2025
Le elezioni comunali in Lombardia del 2025 si sono tenute il 25 e il 26 maggio (con turno di ballottaggio l'8 e il 9 giugno, in concomitanza con i referendum abrogativi).

## Riepilogo sindaci eletti
| Provincia       | Comune                | Sindaco uscente | Sindaco uscente           | Sindaco eletto | Sindaco eletto               | Primo turno | Primo turno | Secondo turno | Secondo turno | Seggi   |
| --------------- | --------------------- | --------------- | ------------------------- | -------------- | ---------------------------- | ----------- | ----------- | ------------- | ------------- | ------- |
| Milano          | Cernusco sul Naviglio |                 | Paola Colombo (Ind.)      |                | Paola Colombo (Ind.)         | 6 187       | 37,25       | 9 999         | 62,00         | 15 / 24 |
| Milano          | Rozzano               |                 | Maria Laura Guido (FdI)   |                | Mattia Ferretti De Luca (FI) | 10 124      | 67,48       | —             | —             | 17 / 24 |
| Monza e Brianza | Desio                 |                 | Alfonso Terribile (CP)    |                | Carlo Moscatelli (Ind.)      | 7 725       | 50,56       | —             | —             | 15 / 24 |
| Varese          | Saronno               |                 | Antonella Scolamiero (CP) |                | Ilaria Pagani (PD)           | 4.228       | 27,56       | 8.418         | 52,61         | 15 / 24 |

## Città Metropolitana di Milano

### Cernusco sul Naviglio
| Candidati                                      | Candidati                       | II turno             | II turno          | I turno | I turno | Liste                   | Voti   | %     | Seggi |
| Candidati                                      | Candidati                       | Voti                 | %                 | Voti    | %       | Liste                   | Voti   | %     | Seggi |
| ---------------------------------------------- | ------------------------------- | -------------------- | ----------------- | ------- | ------- | ----------------------- | ------ | ----- | ----- |
|                                                | Paola Lorena Colombo ✔️ Sindaco | 9 999                | 62,00             | 6 187   | 37,25   | Partito Democratico     | 3 911  | 26,16 | 11    |
| Alleanza Verdi e Sinistra - Cernusco Possibile | Paola Lorena Colombo ✔️ Sindaco | 9 999                | 62,00             | 6 187   | 37,25   | 976                     | 6,53   | 2     |       |
| Tutti Per Cernusco                             | Paola Lorena Colombo ✔️ Sindaco | 9 999                | 62,00             | 6 187   | 37,25   | 826                     | 5,53   | 2     |       |
| Totale liste                                   | Paola Lorena Colombo ✔️ Sindaco | 9 999                | 62,00             | 6 187   | 37,25   | 5 708                   | 38,18  | 15    |       |
|                                                | Claudio Mereghetti              | 6 128                | 38,00             | 6 003   | 36,14   | Fratelli d'Italia       | 1 782  | 11,92 | 2     |
| Forza Italia - Noi Moderati                    | Claudio Mereghetti              | 6 128                | 38,00             | 6 003   | 36,14   | 1 179                   | 7,89   | 1     |       |
| Dimensione Cernusco                            | Claudio Mereghetti              | 6 128                | 38,00             | 6 003   | 36,14   | 944                     | 6,31   | 1     |       |
| Cernusco al Centro                             | Claudio Mereghetti              | 6 128                | 38,00             | 6 003   | 36,14   | 796                     | 5,32   | 1     |       |
| Lega Lombarda Mereghetti Sindaco               | Claudio Mereghetti              | 6 128                | 38,00             | 6 003   | 36,14   | 732                     | 4,90   | –     |       |
| Seggio di coalizione                           | Seggio di coalizione            | Seggio di coalizione | 38,00             | 6 003   | 36,14   | 1                       |        |       |       |
| Totale liste                                   | Claudio Mereghetti              | 6 128                | 38,00             | 6 003   | 36,14   | 5 433                   | 36,34  | 6     |       |
|                                                | Danilo Radaelli                 | Danilo Radaelli      | Danilo Radaelli   | 3 714   | 22,36   | Vivere Cernusco         | 2 421  | 16,19 | 2     |
| Adesso Danilo Radaelli Sindaco                 | Danilo Radaelli                 | Danilo Radaelli      | Danilo Radaelli   | 3 714   | 22,36   | 730                     | 4,88   | –     |       |
| Seggio di coalizione                           | Seggio di coalizione            | Seggio di coalizione | Danilo Radaelli   | 3 714   | 22,36   | 1                       |        |       |       |
| Totale liste                                   | Danilo Radaelli                 | Danilo Radaelli      | Danilo Radaelli   | 3 714   | 22,36   | 3 151                   | 21,08  | 3     |       |
|                                                | Valentina Tedesco               | Valentina Tedesco    | Valentina Tedesco | 706     | 4,25    | Movimento 5 Stelle 2050 | 235    | 1,57  | –     |
| Sinistra per Cernusco                          | Valentina Tedesco               | Valentina Tedesco    | Valentina Tedesco | 706     | 4,25    | 218                     | 1,46   | –     |       |
| La Città in Comune                             | Valentina Tedesco               | Valentina Tedesco    | Valentina Tedesco | 706     | 4,25    | 205                     | 1,37   | –     |       |
| Totale liste                                   | Valentina Tedesco               | Valentina Tedesco    | Valentina Tedesco | 706     | 4,25    | 658                     | 4,40   | –     |       |
| Totale                                         | Totale                          | 16 127               | 100               | 16 610  | 100     |                         | 14 950 | 100   | 24    |
|                                                |                                 |                      |                   |         |         |                         |        |       |       |
| Fonte: Ministero dell'interno                  |                                 |                      |                   |         |         |                         |        |       |       |

1. ↑  Include candidati di Azione, +Europa e Partito Liberaldemocratico

### Rozzano
|                               | Mattia Ferretti De Luca ✔️ Sindaco | 10 124               | 67,48 | Rozzano per Ferretti Sindaco | 3 442  | 24,42 | 7  |  |  |
| Forza Italia                  | Mattia Ferretti De Luca ✔️ Sindaco | 10 124               | 67,48 | 1 939                        | 13,76  | 3     |    |  |  |
| Fratelli d'Italia             | Mattia Ferretti De Luca ✔️ Sindaco | 10 124               | 67,48 | 1 670                        | 11,85  | 3     |    |  |  |
| Alleanza per Rozzano          | Mattia Ferretti De Luca ✔️ Sindaco | 10 124               | 67,48 | 1 645                        | 11,67  | 3     |    |  |  |
| Lega                          | Mattia Ferretti De Luca ✔️ Sindaco | 10 124               | 67,48 | 903                          | 6,41   | 1     |    |  |  |
| Totale liste                  | Mattia Ferretti De Luca ✔️ Sindaco | 10 124               | 67,48 | 9 599                        | 68,11  | 17    |    |  |  |
|                               | Leone Antonio Missi                | 4 878                | 32,52 | Partito Democratico          | 2 214  | 15,71 | 4  |  |  |
| Rozzano per Missi Sindaco     | Leone Antonio Missi                | 4 878                | 32,52 | 970                          | 6,88   | 1     |    |  |  |
| Alleanza Verdi e Sinistra     | Leone Antonio Missi                | 4 878                | 32,52 | 776                          | 5,51   | 1     |    |  |  |
| Movimento 5 Stelle 2050       | Leone Antonio Missi                | 4 878                | 32,52 | 534                          | 3,79   | –     |    |  |  |
| Seggio di coalizione          | Seggio di coalizione               | Seggio di coalizione | 32,52 | 1                            |        |       |    |  |  |
| Totale liste                  | Leone Antonio Missi                | 4 878                | 32,52 | 4 494                        | 31,89  | 6     |    |  |  |
| Totale                        | Totale                             | 15 002               | 100   |                              | 14 093 | 100   | 24 |  |  |
|                               |                                    |                      |       |                              |        |       |    |  |  |
| Fonte: Ministero dell'interno |                                    |                      |       |                              |        |       |    |  |  |

## Provincia di Monza e Brianza

### Desio
|                               | Carlo Moscatelli ✔️ Sindaco | 7 725                | 50,56 | Partito Democratico | 4 019  | 27,77 | 7  |  |  |
| Desio Libera                  | Carlo Moscatelli ✔️ Sindaco | 7 725                | 50,56 | 1 038               | 7,17   | 2     |    |  |  |
| Insieme per Desio             | Carlo Moscatelli ✔️ Sindaco | 7 725                | 50,56 | 906                 | 6,26   | 2     |    |  |  |
| Desio Viva                    | Carlo Moscatelli ✔️ Sindaco | 7 725                | 50,56 | 895                 | 6,18   | 2     |    |  |  |
| Italia Viva                   | Carlo Moscatelli ✔️ Sindaco | 7 725                | 50,56 | 426                 | 2,94   | –     |    |  |  |
| Totale liste                  | Carlo Moscatelli ✔️ Sindaco | 7 725                | 50,56 | 7 284               | 50,33  | 15    |    |  |  |
|                               | Andrea Villa                | 6 261                | 40,98 | Fratelli d'Italia   | 2 750  | 19,00 | 4  |  |  |
| Lega                          | Andrea Villa                | 6 261                | 40,98 | 2 276               | 15,73  | 3     |    |  |  |
| Forza Italia - UdC            | Andrea Villa                | 6 261                | 40,98 | 676                 | 4,67   | –     |    |  |  |
| Desio Ideale                  | Andrea Villa                | 6 261                | 40,98 | 258                 | 1,78   | –     |    |  |  |
| Indipendenza!                 | Andrea Villa                | 6 261                | 40,98 | 40                  | 0,28   | –     |    |  |  |
| Seggio di coalizione          | Seggio di coalizione        | Seggio di coalizione | 40,98 | 1                   |        |       |    |  |  |
| Totale liste                  | Andrea Villa                | 6 261                | 40,98 | 6 000               | 41,46  | 7     |    |  |  |
|                               | Maria Angela Piumatti       | 709                  | 4,64  | Desio Bene Comune   | 703    | 4,86  | –  |  |  |
| Seggio di coalizione          | Seggio di coalizione        | Seggio di coalizione | 4,64  | 1                   |        |       |    |  |  |
|                               | Alessio Alberti             | 585                  | 3,83  | Desio Popolare      | 341    | 2,36  | –  |  |  |
| Azione - PRI                  | Alessio Alberti             | 585                  | 3,83  | 144                 | 1,00   | –     |    |  |  |
| Totale liste                  | Alessio Alberti             | 585                  | 3,83  | 485                 | 3,35   | –     |    |  |  |
| Totale                        | Totale                      | 15 280               | 100   |                     | 14 472 | 100   | 24 |  |  |
|                               |                             |                      |       |                     |        |       |    |  |  |
| Fonte: Ministero dell'interno |                             |                      |       |                     |        |       |    |  |  |

1. ↑  Include candidati di Movimento 5 Stelle e La Sinistra per Desio

## Provincia di Varese

### Saronno
| Candidati                     | Candidati                | II turno             | II turno         | I turno | I turno | Liste                                    | Voti   | %     | Seggi |
| Candidati                     | Candidati                | Voti                 | %                | Voti    | %       | Liste                                    | Voti   | %     | Seggi |
| ----------------------------- | ------------------------ | -------------------- | ---------------- | ------- | ------- | ---------------------------------------- | ------ | ----- | ----- |
|                               | Ilaria Pagani ✔️ Sindaco | 8 418                | 52,61            | 4 228   | 27,56   | Partito Democratico                      | 2 671  | 18,97 | 10    |
| Tu@ Saronno                   | Ilaria Pagani ✔️ Sindaco | 8 418                | 52,61            | 4 228   | 27,56   | 732                                      | 5,20   | 3     |       |
| Insieme per Crescere          | Ilaria Pagani ✔️ Sindaco | 8 418                | 52,61            | 4 228   | 27,56   | 529                                      | 3,76   | 2     |       |
| Totale liste                  | Ilaria Pagani ✔️ Sindaco | 8 418                | 52,61            | 4 228   | 27,56   | 3 932                                    | 27,93  | 15    |       |
|                               | Rienzo Azzi              | 7 583                | 47,39            | 6 640   | 43,29   | Forza Italia - Noi Moderati              | 2 752  | 19,55 | 2     |
| Fratelli d'Italia             | Rienzo Azzi              | 7 583                | 47,39            | 6 640   | 43,29   | 1 989                                    | 14,13  | 2     |       |
| Lega Salvini Lombardia        | Rienzo Azzi              | 7 583                | 47,39            | 6 640   | 43,29   | 1 406                                    | 9,99   | 1     |       |
| Seggio di coalizione          | Seggio di coalizione     | Seggio di coalizione | 47,39            | 6 640   | 43,29   | 1                                        |        |       |       |
| Totale liste                  | Rienzo Azzi              | 7 583                | 47,39            | 6 640   | 43,29   | 6 147                                    | 43,66  | 6     |       |
|                               | Novella Ciceroni         | Novella Ciceroni     | Novella Ciceroni | 2 275   | 14,83   | Obiettivo Saronno                        | 1 042  | 7,40  | 1     |
| Saronno Sicura                | Novella Ciceroni         | Novella Ciceroni     | Novella Ciceroni | 2 275   | 14,83   | 564                                      | 4,01   | –     |       |
| Idea Futuro                   | Novella Ciceroni         | Novella Ciceroni     | Novella Ciceroni | 2 275   | 14,83   | 389                                      | 2,76   | –     |       |
| Seggio di coalizione          | Seggio di coalizione     | Seggio di coalizione | Novella Ciceroni | 2 275   | 14,83   | 1                                        |        |       |       |
| Totale liste                  | Novella Ciceroni         | Novella Ciceroni     | Novella Ciceroni | 2 275   | 14,83   | 2 004                                    | 14,23  | 2     |       |
|                               | Augusto Airoldi          | Augusto Airoldi      | Augusto Airoldi  | 2 197   | 14,32   | Saronno Civica - Augusto Airoldi Sindaco | 1 477  | 10,49 | –     |
| Percorso Democratico          | Augusto Airoldi          | Augusto Airoldi      | Augusto Airoldi  | 2 197   | 14,32   | 520                                      | 3,69   | –     |       |
| Seggio di coalizione          | Seggio di coalizione     | Seggio di coalizione | Augusto Airoldi  | 2 197   | 14,32   | 1                                        |        |       |       |
| Totale liste                  | Augusto Airoldi          | Augusto Airoldi      | Augusto Airoldi  | 2 197   | 14,32   | 1 997                                    | 14,18  | 1     |       |
| Totale                        | Totale                   | 16 001               | 100              | 15 340  | 100     |                                          | 14 080 | 100   | 24    |
|                               |                          |                      |                  |         |         |                                          |        |       |       |
| Fonte: Ministero dell'interno |                          |                      |                  |         |         |                                          |        |       |       |

1. ↑  Include candidati di Azione e Italia Viva